# Taraxacum copidophyllum
Taraxacum copidophyllum — вид квіткових рослин з родини айстрових (Asteraceae). Ареал: Бельгія, Люксембург, Чехія, Словаччина, Данія, Фінляндія, Німеччина, Нідерланди, північно-західна європейська Росія, Норвегія, Польща, Швеція, Україна; це багаторічна рослина помірних біомів. Росте на вологих луках і пасовищах.
Основні діагностичні ознаки цього таксону: листки темно-зелені з кількома (2–3) відігнутими, нерозділеними бічними частками та великими стрижневими кінцевими частками; черешки яскраво-пурпурові, зазвичай некрилаті; зовнішні приквітки прямі, яйцюваті, понад 5 мм завширшки і 10–11 мм завдовжки, темно-забарвлені з сильно контрастним білим краєм; квіткова голова ≈ 40 мм у діаметрі, опукла.